# Olympische Winterspiele 1936/Teilnehmer (Frankreich)
| Gelbes Symbol für Goldmedaillen mit stilisierten Olympischen Ringen | Graues Symbol für Silbermedaillen mit stilisierten Olympischen Ringen | Braundes Symbol für Bronzemedaillen mit stilisierten Olympischen Ringen |
| ------------------------------------------------------------------- | --------------------------------------------------------------------- | ----------------------------------------------------------------------- |
| —                                                                   | —                                                                     | 1                                                                       |

Frankreich nahm an den IV. Olympischen Winterspielen 1936 in Garmisch-Partenkirchen mit einer Delegation von 28 Athleten teil. Die einzige Medaille für das Land konnte Émile Allais mit dem 3. Platz im alpinen Skisport erreichen.

## Teilnehmer nach Sportarten

### Ski alpin
Männer:
- Émile Allais
- Roland Allard
- Maurice Lafforgue

### Bob
Männer:
- Frankreich 1 (Viererbob):
Louis Balsan, Jacques Bridou, Jean Dauven, Jean d’Aulan
- Frankreich 2 (Viererbob):
René Charlet, Étienne Payot, Albert Mugnier, Amédée Ronzel
- Frankreich 1 (Zweierbob):
Jean d’Aulan, Jacques Bridou
- Frankreich 2 (Zweierbob):
Anatole Bozon, Émile Kleber

### Ski Nordisch
Männer:
- Robert Gindre (18 km Langlauf, 4-mal-10-Kilometer-Staffel)
- Léonce Cretin (18 km Langlauf, 4-mal-10-Kilometer-Staffel)
- Fernand Mermoud (18 km Langlauf, 4-mal-10-Kilometer-Staffel)
- Alfred Jacomis (18 km Langlauf, 4-mal-10-Kilometer-Staffel)

### Eishockey
Männer:
- Michel Paccard
- Jacques Morisson
- Jacques Lacarrière
- Pierre Claret
- Pierre Lorin
- Marcel Couttet
- Albert Hassler
- Guy-Pierre Volpert
- Jean-Pierre Hagnauer
- Michel Delesalle
- Philippe Boyard